# Фельдешій Юлій
Фельдешій Юлій (1875–1947), закарп. діяч проугор. орієнтації, видавець. Співзасновник з І. Куртяком і А. Бродієм Автономного Земледільського Союзу, від якого був обраний до чехо-слов. сенату (1935—1938). 1939 призначений до угор. парламенту та радником Реґентського комісара Закарпаття (1939—1944). Заарештований сов. владою, помер у тюрмі.